# Xaçmaz (distriktshuvudort i Azerbajdzjan)
Xaçmaz (ryska: Хачмас) är en distriktshuvudort i Azerbajdzjan.   Den ligger i distriktet Xaçmaz Rayonu, i den nordöstra delen av landet, 150 km nordväst om huvudstaden Baku. Xaçmaz ligger 47 meter över havet och antalet invånare är 37 175.
Terrängen runt Xaçmaz är lite kuperad. Xaçmaz är det största samhället i trakten.
Trakten runt Xaçmaz består till största delen av jordbruksmark. Runt Xaçmaz är det ganska tätbefolkat, med 129 invånare per kvadratkilometer.